# Peugeot Type 131
La Peugeot Type 131 est un modèle d'automobile produit par le constructeur français Peugeot en 1910.